# Kilopond
Kilopónd (oznaka kp) je v fiziki enota za merjenje sile. Sila 1 kp je enaka sili teže telesa z maso 1 kg. Podobno je tisočkrat manjša enota pond določena kot teža telesa z maso 1 g. Ker je sila teže odvisna od težnega pospeška, ta pa od zemljepisne širine, so dogovorno vzeli za vrednost težnega pospeška 9,80665 m/s2. 
Mednarodni sistem enot enoto kilopond odsvetuje in namesto nje predlaga rabo enote newton (oznaka N). Pretvorni faktor je:
1 kp = 9,80665 N